# Kuriat
Kuriat (arabe : قوريا) est le nom d'un archipel tunisien constitué de deux petites îles situées au nord-est du cap de Monastir, à environ vingt kilomètres du continent.

## Géographie

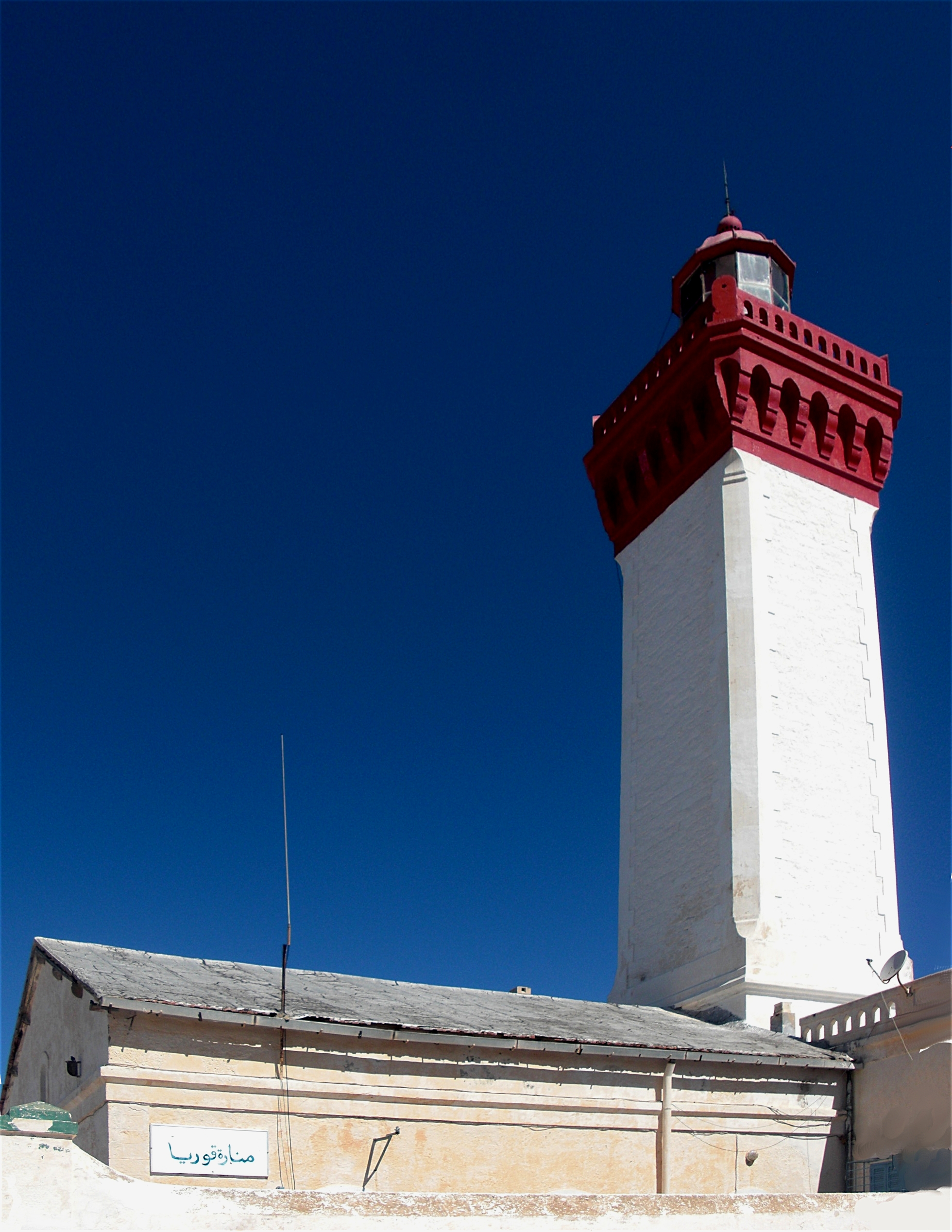
Phare de la grande île.

La grande île, qui a le même nom que l'archipel, longue de 3,5 kilomètres et large de deux kilomètres, couvre environ 270 hectares. Séparée par deux kilomètres, la petite île, l'île Conigliera, couvre environ 70 hectares dont la majeure partie est formée de terres basses et de plaines intertidales. Le substrat est constitué de grès et de roches carbonatées, couvertes par une formation sédimentaire très épaisse. Les îles sont plates et basses (maximum 5 mètres au-dessus du niveau de la mer).
Dans la partie nord et rocheuse des deux îles, et à des profondeurs très faibles, il existe des formations de fonds de maërl considérées comme très rares et très vulnérables à l'échelle méditerranéenne.

## Histoire
Des traces de présence humaine remontent à la préhistoire. Dans les environs du phare, construit à la fin du XIXe siècle, des fragments fossilisés d'œufs d'autruche et des éclats de silex retouchés sont découverts et datés probablement de l'époque néolithique.
Les écrits sur les îles Kuriat datent de l'Antiquité : Strabon, géographe grec du début de l'ère chrétienne, évoque cet archipel et le nomme Tarichae. 
Au XIe siècle, Al-Bakri, géographe arabe, fait référence au Qasr Al Quriyyatayn (« palais des deux Kuriat » en français) et son port, dont les vestiges sont encore visibles à l'ouest de la petite Kuriat.
Des témoins d'occupations plus récentes révèlent aussi des vestiges d'une usine de traitement de thon et de pêche à la madrague.

## Protection environnementale
L'archipel des Kuriat est l'une des quatre aires maritimes protégées que compte la Tunisie, avec celles de l'archipel de La Galite, de Kneiss, et de Zembra et Zembretta.
Les îles de Kuriat jouent un rôle important du point de vue de la biodiversité. Elles constituent en effet une escale migratoire pour une avifaune d'importance comme le goéland railleur, classé comme espèce vulnérable. Elles sont aussi l'un des principaux sites de nidification de la tortue caouanne (latin : Caretta caretta) au sud de la Méditerranée, et de ce fait, constituent un écosystème vulnérable.
Depuis 2017, sur la petite île de Kuriat, les autorités tunisiennes et l'ONG Notre Grand Bleu collaborent pour sensibiliser les touristes à la protection des tortues caouannes. Les bénévoles se relayent de mai à octobre (du début de la nidification à la fin de la période d'éclosion) pour repérer et protéger les nouvelles pontes. En 2019, un total de 42 nids sont ainsi répertoriés sur les deux îles, un chiffre en augmentation continue depuis environ vingt ans.

## Tourisme
L'Agence de protection et d'aménagement du littoral s'attache à trouver un équilibre entre les activités biologiques et de protection environnementale, et les activités économiques et touristiques.
L'archipel est accessible par bateau depuis Monastir. Il attire en moyenne 23 000 visiteurs par an, et parfois jusqu'à 1 200 en un week-end pendant la haute saison de juillet-août.